# Asamblea Nacional de Weimar
La Asamblea Nacional de Weimar (alemán: Weimarer Nationalversammlung) fue el parlamento de facto de Alemania del 6 de febrero de 1919 al 6 de junio de 1920. Elaboró la Constitución de Weimar, que estuvo en vigor desde 1919 hasta 1933, y que técnicamente no fue desmantelada incluso hasta el final del régimen nazi en 1945. Se reunió en Weimar, Turingia y es la razón por la que este período en la historia de Alemania es conocido como la República de Weimar.

## Antecedentes
Con el final de la Primera Guerra Mundial y el inicio de la revolución de noviembre, el canciller Max von Baden anunció su renuncia al cargo y la abdicación del emperador alemán Guillermo II el 9 de noviembre de 1918. También nombró a Friedrich Ebert como su propio sucesor como Canciller. El Consejo de los Diputados del Pueblo, un gobierno provisional formado por tres delegados del Partido Socialdemócrata (SPD) y tres del Partido Socialdemócrata Independiente (USPD), y encabezado por Friedrich Ebert y Hugo Haase, se hizo cargo del poder ejecutivo al día siguiente y llamó a un Congreso Nacional, el cual se reunió en Berlín. Este Reichsrätekongress estableció elecciones federales para una asamblea nacional, que tuvieron lugar el 19 de enero de 1919.

## Elecciones
Las Elecciones federales de Alemania de 1919 fueron las primeras elecciones en Alemania después de la introducción del sufragio femenino y después de que el sistema electoral prusiano Dreiklassenwahlrecht fuera sustituido por el de representación proporcional. La edad legal para votar se redujo de 25 a 20 años. En conjunto, estos cambios plantearon un número de nuevos votantes de aproximadamente 20 millones. La tasa de participación fue del 83%, un poco más baja que en las últimas elecciones al Reichstag en 1912. Entre las mujeres la participación fue del 90%.
La elección arrojó una votación del 38% para el SPD, con el Partido del Centro (Zentrum) consiguiendo además el 20% de los votos, el Partido Democrático Alemán (DDP) más del 18%, el derechista Partido Nacional del Pueblo Alemán (DNVP) poco más de 10 %, y los Socialdemócratas Independientes (USPD) más de 7%. El Partido Popular Alemán (DVP), la Liga de Campesinos Bávaros (BB), el Deutsch-Hannoversche Partei (DHP) y otros partidos alcanzaron menos del cinco por ciento del voto. El Partido Comunista (KPD), fundado en diciembre de 1918, boicoteó las elecciones. A pesar de que el SPD y el USPD habían sido los principales promotores de la introducción del sufragio femenino, la mayoría de las mujeres votaron por los partidos protestantes, como el DDP, el DNVP, el Zentrum o el BVP. Los partidos se atribuyeron un número de escaños proporcionales al número de votos que recibieron. De un total de 416 diputados sólo 37 fueron mujeres. La llamada "Coalición de Weimar" del SPD, el Partido de Centro y el DDP obtuvo la mayoría absoluta de los escaños.

## Establecimiento
La Asamblea Nacional se reunió en Weimar por varias razones, una de ellas era que los diputados querían evitar las luchas en curso en la capital, Berlín, debido a estarse produciendo la Revolución de Noviembre.

## Eventos importantes

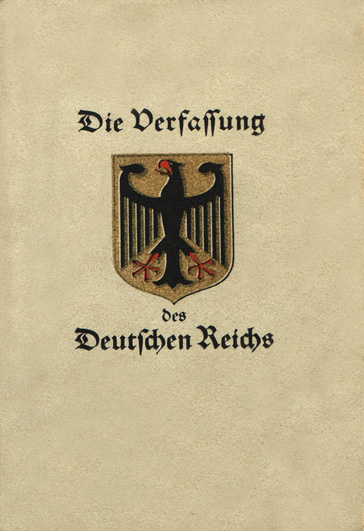
Portada de la Constitución de Weimar.

- 6 de febrero de 1919 - Friedrich Ebert, en calidad de Presidente del Consejo de Diputados del Pueblo, abre la primera sesión de la Nationalversammlung.
- 10 de febrero de 1919 - En contra de los votos de la USPD la Asamblea aprueba la Gesetz über die Vorläufige Reichsgewalt (Ley sobre el Poder Temporal en el Reich). La Asamblea se denotó a sí misma como legislativa y se estableció el cargo de Reichspräsident, que estaría a cargo de los "asuntos del gobierno del Reich". Una asamblea de los estados individuales (Staatenausschuss) debió ser creada.
- 11 de febrero de 1919 - Friedrich Ebert es elegido Reichspräsident provisional. Pide a Philipp Scheidemann formar un gobierno y lo nombra Reichsministerpräsident.
- 13 de febrero de 1919 - Se forma el Gabinete Scheidemann, compuesto por los partidos de la Coalición de Weimar, constituyendo el nuevo gobierno.
- 14 de febrero de 1919 - Konstantin Fehrenbach (Partido de Centro) es elegido Presidente de la Asamblea Nacional.
- 18 de febrero de 1919 - El Staatenausschuß decide que negro, rojo y oro serán los colores nacionales.
- 27 de febrero de 1919 - La Asamblea aprueba la Gesetz über die Bildung einer Vorläufigen Reichswehr, la cual versaba sobre la creación de un ejército provisional en conformidad con los términos del Armisticio. En 1921, las fuerzas armadas debieron ser transformadas en un ejército profesional sin reclutas. El número de tropas debió ser acortado de 800.000 a 100.000.
- 4 de marzo de 1919 - La Asamblea aprueba la Übergangsgesetz, la cual aclaraba la situación jurídica de las leyes imperiales y las aprobadas por el Consejo de Diputados del Pueblo.
- 12 de mayo de 1919 - La Asamblea Nacional se reúne para una manifestación de protesta contra el Tratado de Versalles, Scheidemann lo califica como "inaceptable".
- 20/21 de junio de 1919 - El Gobierno Scheidemann dimite, al día siguiente Gustav Bauer (SPD) forma un nuevo gobierno.
- 22 de junio de 1919 - Con la aprobación de la Asamblea, el nuevo gobierno se declara dispuesto a aceptar el Tratado.
- 3 de julio de 1919 - La Asamblea acepta los nuevos colores nacionales.
- 7 de julio de 1919 - El ministro de Finanzas Matthias Erzberger (Partido de Centro) presenta sus reformas fiscales, incluyendo la introducción del primer impuesto sobre la renta alemán.
- 9 de julio de 1919 - La Asamblea ratifica el Tratado de Versalles.
- 31 de julio de 1919 - La Asamblea aprueba la Constitución de Weimar con 262 delegados votando a favor y 75 (USPD, DNVP y DVP) en contra.
- 11 de agosto de 1919 - El Reichspräsident Ebert firma la constitución. Entra en vigor el 14 de agosto de 1919.

- 30 de septiembre de 1919, - Primera reunión de la Asamblea en Berlín después de que se considerara que la ley y el orden se habían restaurado en la capital.
- 17 de diciembre de 1919 - La Asamblea aprueba la Reichsnotopfergesetz, la cual versaba sobre un impuesto directo para pagar la deuda nacional.
- 18 de enero de 1920 - La Asamblea aprueba la Ley sobre los Consejos Obreros (Betriebsrätegesetz).
- 13 de marzo de 1920 - La Asamblea abandona Berlín como resultado del Kapp Putsch, volviendo de Stuttgart siete días más tarde.
- 25/26 de marzo de 1920 - el gobierno del canciller Gustav Bauer renuncia, el presidente Ebert pide a Hermann Müller (SPD) formar un nuevo gobierno.
- 8 de mayo de 1920 - La Gesetz zur Befriedung der Gebäude des Reichstags und der Landtage entra en vigor, permitiendo el establecimiento de una zona de seguridad alrededor de los edificios parlamentarios en la que no se permitirían manifestaciones.
- 12 de mayo de 1920 - La Reichslichtspielgesetz entró en vigor, siendo esta ley la base para la censura de películas.
- 20 de mayo de 1920 - Apoyada por el SPD, la mayoría de la Asamblea pide al gobierno poner fin al estado de emergencia en toda Alemania. El gobierno se niega.[3][6][7][8]

## Disolución
El 21 de mayo de 1920, la Asamblea Nacional se disolvió. Después de que las primeras elecciones sobre la base de la nueva constitución tuvieran lugar el 6 de junio de 1920, el Reichstag se hizo cargo de las funciones de la Asamblea Nacional.

## Presidentes
| Nombre                      | Partido | Principio             | Fin                   |
| --------------------------- | ------- | --------------------- | --------------------- |
| Eduard David                | SPD     | 7 de febrero de 1919  | 13 de febrero de 1919 |
| Conrad Haussmann (interino) | DDP     | 13 de febrero de 1919 | 14 de febrero de 1919 |
| Konstantin Fehrenbach       | Zentrum | 14 de febrero de 1919 | 21 de junio de 1920   |